# Rezessgeld
Das Rezessgeld (auch Rezeßgeld oder Receßgeld) war eine Abgabe, die ein Muter nach der Verleihung eines Grubenfeldes regelmäßig an das Bergamt entrichten musste. Neben dem Rezessgeld musste in einigen Bergbaurevieren auch das Quatembergeld entrichtet werden.

## Grundlagen
Während des Regalbergbaus mussten zur Finanzierung der Bergbeamten besondere Abgaben von den Bergbautreibenden entrichtet werden. Diese Abgaben waren das Rezessgeld und das Quatembergeld und wurden in den meisten deutschen Staaten erhoben. Die Abgaben wurden je nach Bergrevier teilweise zusammen oder getrennt veranschlagt, die Höhe der Abgaben wurde nach bestimmten Sätzen festgesetzt. Diese Sätze waren in der Regel abhängig von der Größe des verliehenen Grubenfeldes.

## Rezessgeld
Das Rezessgeld musste für jedes vom Staat verliehene Bergwerkseigentum entrichtet werden. Dabei war es unerheblich, ob das Bergwerk in Betrieb war oder nicht. Das Rezessgeld musste regelmäßig zum Quartal an das Bergamt abgeführt werden. Hatte ein Bergwerkseigentümer das Rezessgeld am Ende des Quartals nicht bezahlt, so wurde er zunächst durch ein förmliches Schreiben vom Bergamt an die Zahlung erinnert. Wurde das Rezessgeld trotz Erinnerung in den drei darauf folgenden Quartalen (in Summe also vier Quartale) auch nicht bezahlt, so fiel das Grubenfeld oder Bergwerk an den Staat zurück und konnte an einen anderen Muter verliehen werden. Diesen Vorgang bezeichnete man mit dem Begriff ins Bergfreie fallen. Diese Regelung war nach der damaligen Fassung der Berggesetze notwendig, damit die erforderliche Freifahrung eines ins Bergfreie gefallenen Bergwerks auch begründet werden konnte.
In der alten Bergordnung vom 29. April 1766 wurde diese Regelung im §1 des Kapitels 75 quasi als „bergrechtliches Gewohnheitsrecht“ bezeichnet, da gemäß dem Gesetzestext dieser Brauch von Alters her bestand. Außerdem war im Gesetz eine Geldstrafe bei Zahlungsversäumnis vorgesehen, die bei einmaliger Nichtbezahlung 10 Reichstaler betrug. Für die weitere Nichtbezahlung des quartalsmäßigen Rezessgeldes sah das Gesetz eine Geldstrafe von jeweils 20 Reichstaler vor. Erst danach fiel das Bergwerk ins Bergfreie. Durch diese Regelung wurde ein Bergwerkbesitzer aufgrund der Nichtzahlung sehr hart bestraft, auch wenn er die Zahlung auch nur wenige Tage verspätet tätigte. Das königliche Ober-Tribunal legte in einem Urteil deshalb fest, dass diese Regelung nur bei beharrlicher, andauernder Säumigkeit gerechtfertigt war. Später wurde die Zahlung des Rezessgeldes erst am Jahresende fällig. Ab dem 1. Januar 1865 wurde das Rezessgeld ganz abgeschafft. Wurden die rückständigen Rezessgelder nachgezahlt und angenommen, so entfiel nicht nur die Geldstrafe, sondern das verliehene Grubenfeld blieb dem Muter erhalten. Voraussetzung war, dass die Nachzahlung erfolgte, bevor ein anderer Muter eine neue Mutung getätigt hatte.

## Quatembergeld
Das Quatembergeld musste von den Gewerken jährlich in jedem Quatember an die Obergewerkschaftskasse abgeführt werden, es diente ebenso wie das Rezessgeld zur Bezahlung der Bergbeamten. Die Höhe des Quatembergeldes war nicht nur in den einzelnen Bergbaurevieren, sondern teilweise für die einzelnen Bergwerke unterschiedlich hoch bemessen. Dabei wurde die Höhe des Quatembergeldes nach dem geförderten Bodenschatz je Gewichtseinheit unterschiedlich bestimmt. Über die Einzahlung wurde vom sogenannten Bergrendanten streng Buch geführt, er zahlte auch den Sold an die Bergbaubeamten aus. Von der Zahlung des Quatembergeldes waren auch bestimmte im Berggesetz genannten Grubenfelder befreit. Insbesondere galt dies für Fundgruben und Maaßen, über deren korrekte Mutung ein Rechtsstreit vor dem Berggericht geführt wurde. Neu aufgenommene Lehne waren im ersten Quartal von der Zahlung des Quatembergeldes befreit. Aber auch beim Seifenbergbau gab es die Ausnahmeregelung, dass die Seifner das Quatembergeld nur in den Quartalen zahlen mussten, in denen sie seifen konnten.
In Österreich musste das Quatembergeld auch für die Zechen bezahlt werden, die in Fristen arbeiteten. Im Siegerländer Bergbaurevier hatte die Nichtbezahlung des Quatembergeldes die gleichen rechtlichen Folgen wie die Nichtbezahlung des Rezessgeldes. Im schlesischen Bergbaurevier musste das sogenannte additionelle Quatembergeld gezahlt werden.

## Vergleiche
Obwohl das Quatembergeld und das Rezessgeld vom Ursprung und von ihrer rechtlichen Bedeutung verschieden waren, wurden sie im Laufe der Zeit in einigen Bergordnungen vereinigt. In einigen Bergordnungen blieb jedoch die Trennung von beiden Abgaben bis ins 19. Jahrhundert erhalten. Die unterschiedliche Handhabung der beiden Abgaben insbesondere auch ihre Verwechselung lag daran, dass beide Abgaben vierteljährlich gezahlt werden mussten. Weitere Gründe waren die gleiche Verwendung der beiden Abgaben und die gemeinsame Kasse, in die die Gelder flossen. Trotzdem hatten beide Abgaben unterschiedliche Gründe. Das Rezessgeld musste für die Aufrechterhaltung der Verleihung des Grubenfeldes, das Quatembergeld für die Beaufsichtigung und die Beförderung des Bergbaus bezahlt werden.